# Colbarâș, Bolgrad
Colbarâș (în ucraineană Новоукраінка, transliterat: Novoukrainka) este un sat în comuna Borodino din raionul Bolgrad, regiunea Odesa, Ucraina.

## Demografie
Componența lingvistică a localității Colbarâș
     Ucraineană (89,71%)
     Română (6,25%)
     Rusă (2,57%)
     Alte limbi (1,11%)
Conform recensământului din 2001, majoritatea populației localității Colbarâș era vorbitoare de ucraineană (89,71%), existând în minoritate și vorbitori de română (6,25%) și rusă (2,57%).